# Skorpios
Skorpios er en lille græsk privatejet ø i det Ioniske Hav vest for hovedlandet Grækenland.
Tæt på øen ligger Lefkas.
Øen blev oprindelig købt af den nu afdøde, men meget velhavende skibsreder Aristoteles Onassis. Arvingerne har nu sat øen til salg.
Øen er nu åbenbart sat til salg for 200 mill. US$; Madonna og Bill Gates har vist deres interesse.
38°41′30″N 20°44′45″Ø / 38.69167°N 20.74583°Ø